# Білл Стюарт
Білл Стюарт (англ. William Donald Stewart; 6 жовтня 1957, м. Торонто, Канада) — канадсько-італійський хокеїст, тренер.

## Кар'єра гравця
У юнацькому віці виступав за «Кітченер Рейнджерс» (QMJHL). На професійному рівні дебютував за клуб АХЛ «Ніагара Флаєрс» у сезоні 1976/77 років.  У драфті 1977 року обраний під 68-им номером клубом НХЛ «Баффало Сейбрс». Крім того, у ВХА його обрав клуб «Вінніпег Джетс» у 5-му раунді під 46-им номером.
Сезон 1977/78 провів як у складі «Баффало Сейбрс» так і його фарм-клубі «Герші Берс» (АХЛ). У наступному сезоні Стюарт більше виступав у складі «Сейбрс» та вже наступного року виступав у складі клубу АХЛ «Рочестер Американс».
На початку сезону 1980/81, переїхав до «Сент-Луїс Блюз», у перший сезон відіграв у його складі 60 матчів. Протягом трьох років виступав за фарм-клуб «Солт Лейк Голден Іґлз», час від часу повертаючись до складу «блюзменів». Ще два сезони (1983/85) провів у складі «Торонто Мейпл-Ліфс», загалом 83 матчі.
Сезон 1985/86 відіграв за «Спрінгфілд Індіанз» фарм-клуб «Міннесота Норз-Старс» у складі останнього відіграв лише вісім матчів.
У 1987 році Білл переїхав до Італії, де продовжив кар'єру хокеїста аж до її завершення у 1995 році. В Італії він виступав за клуби: ХК «Бруніко», «Мілан Вайперз», ХК «Гардена» та ХК «Курмаоста».

## У складі збірної
Виступав за національну збірну Італії на чемпіонатах світу: 1992 та 1993 років, та Зимових Олімпійських іграх 1992 у Альбервілі та 1994 у Ліллегаммері.

## Статистика у НХЛ
| 1977-78   | Баффало Сейбрс       | НХЛ       | 13  | 2  | 0  | 2  | 15  | 8  | 0 | 2 | 2 | 0  |
| 1978-79   | Баффало Сейбрс       | НХЛ       | 67  | 12 | 28 | 40 | 189 | 4  | 1 | 2 | 3 | 42 |
| 1980-81   | Сент-Луїс Блюз       | НХЛ       | 60  | 2  | 21 | 23 | 114 | 4  | 1 | 0 | 1 | 11 |
| 1981-82   | Сент-Луїс Блюз       | НХЛ       | 22  | 0  | 5  | 5  | 25  | -  | - | - | - | -  |
| 1982-83   | Сент-Луїс Блюз       | НХЛ       | 7   | 0  | 0  | 0  | 8   | -  | - | - | - | -  |
| 1983-84   | Торонто Мейпл-Ліфс   | НХЛ       | 56  | 2  | 17 | 19 | 116 | -  | - | - | - | -  |
| 1984-85   | Торонто Мейпл-Ліфс   | НХЛ       | 27  | 0  | 2  | 2  | 32  | -  | - | - | - | -  |
| 1985-86   | Міннесота Норз-Старс | НХЛ       | 8   | 0  | 2  | 2  | 13  | -  | - | - | - | -  |
| НХЛ разом | НХЛ разом            | НХЛ разом | 260 | 7  | 64 | 71 | 424 | 13 | 1 | 3 | 4 | 11 |

## Кар'єра тренера
Влітку 1996 року Стюарт очолив клуб ОХЛ «Ошава Дженералс». У 1997 році він виграв Кубок Джей Росса Робертсона (чемпіон ОХЛ), а також став найкращим тренером року. Після короткого перебування на посту тренера клубу НХЛ «Нью-Йорк Айлендерс» Стюарт повернувся у ОХЛ, де очолив клуб «Беррі Колтс».

### Тренерський шлях у Європі
У сезоні 2000/01 Білл переїхав до Німеччини та очолив «Адлер Мангейм». Команда посіла перше місце у регулярному сезоні, а в плей-оф здобули золоти нагороди перегравши у фіналі Мюнхен Баронс 4:1, 1:4, 2:1, 2:1.
У сезоні 2001/02 сезону, «Адлер Мангейм» не вдалось повторити торішній успіх на чолі з Стюартом та програли у фіналі Кельнер Гайє. Після двох невдалих років, Стюарт покинув «Адлер Мангейм» та очолив клуб Крефельдські Пінгвіни врятувавши їх від вильоту. Після нетривалого відпочинку у Лозанні, повертається до тренерської роботи у клубі «Грац 99-ерс». Наступний сезон у Австрійський хокейній лізі Стюарт почав на чолі нового клубу «Лінц Блек-Вінгс».

### Повернення до Німеччини
У листопаді 2006 року з посади головного тренера клубу «Гамбург Фрізерс» звільнений Майк Шмідт, на його місце запрошений Стюарт, який мав на той час діючий контракт з клубом із Лінца. Між клубами пройшли перемовини з цього приводу за результатами яких Білл очолив німецький клуб. Регулярний сезон «Гамбург Фрізерс» закінчив на сьомому місці, у квлфікації здолали у серії 2:0 «Крефельдські Пінгвіни», а у чвертьфіналі поступились ДЕГ Метро Старс 1:4.
Після серії поразок Стюарт був звільнений 13 грудня 2008 року. Майже рік потому, 2 грудня 2009 року, очолює «Кельнер Гайє», фінішували у підсумку на десятому місці. У кваліфікації плей-оф поступились Інгольштадту 1:2. З посади головного тренера «Кельнер Гайє» пішов 6 листопада 2010 року.

### Повернення на батьківщину
Після звільнення він повернувся до Канади, де працював тренером-консультантом у клубі «Гвелф Сторм» в сезоні 2010/11. З сезону 2011/12 до 2014/15, помічник тренера Скотта Вокера.

### Друге повернення до Німеччини
Стюарт був призначений головним тренером «Штраубінг Тайгерс» у квітні 2017 року. 18 жовтня 2017 року його звільнили з посади через п'ять поразок у 13-ти матчах.
4 грудня 2017 року Білл очолив «Адлер Мангейм». Контракт завершився наприкінці сезону 2017–18, «орли» за підсумками плей-оф вийшли до півфналу. Згодом він працював скаутом.